# Combat Zone Wrestling
Combat Zone Wrestling (укр. Зона Бойового Реслінгу, скорочено ЗБР) — американська федерація професійного реслінгу, розташована в місті Філадельфія, штат Пенсильванія. Її заснував Джон Зандіґ в 1999 році. Саме в 1999 році Джон Зандіґ і п'ять його студентів: Рік Блейд, T.C.K, Лобо, Нік Ґейдж, і Справедлива Біль (разом з тренером Джоном Дамером) почали виступи з програмою професійного реслінгу в Нью-Джерсі і Делавері. Основою програми був хардкор-реслінг, який класифікують як «наджорстокий». І понині їхні шоу не обходяться без драбин, столів, сталевих стільців, колючого дроту, люмінесцентних жарівок і вогню. Згодом, після закриття Extreme Championship Wrestling (ECW) ЗБР майже повністю зайняла нішу хардкор-реслінгу.

## Титули
| Назва титулу                       | Чемпіон                         | Переможений                               | Дата виграшу      | Місце виграшу       |
| ---------------------------------- | ------------------------------- | ----------------------------------------- | ----------------- | ------------------- |
| CZW World Heavyweight Championship | BLK Jeez                        | Созіо                                     | 13 грудня 2014    | Вурхіз, Нью-Джерсі  |
| CZW World Tag Team Championship    | OI4K (Джейк Кріст і Дейв Кріст) | Juicy Product (Девід Старр і Джей Ті Сміт | 27 вересня 2014   | Дейтон, штат Огайо  |
| CZW Wired TV Championship          | Джо Ґейсі                       | Шейн Стрікленд                            | 13 грудня 2014    | Вурхіз, Нью-Джерсі  |
| CZW Medal of Valor                 | Конор Клакстон                  | Перший чемпіон                            | 19 листопада 2014 | Блеквуд, Нью-Джерсі |

## Зала слави
- 2004
  - Лобо
  - Нік Мондо
- 2009
  - Джон Дамер
  - Нік Ґейдж
  - Wifebeater
- 2014
  - DJ Хайд